# Ласло Дворак
Ласло Дворак (угор. László Dvorák; нар. 24 листопада 1964, Кесег, медьє Ваш) — угорський борець вільного стилю, дворазовий срібний призер чемпіонатів Європи, учасник трьох Олімпійських ігор.

## Життєпис
Боротьбою почав займатися з 1979 року.
Виступав за спортивний клуб «Budapesti Vasutas» Будапешт. Тренер — Геза Мольнар.
По завершенні кар'єри борця перейшов на тренерську роботу. Серед його вихованців, зокрема, Габор Капуварі — бронзовий призер чемпіонату Європи, учасник Олімпійських ігор.

## Спортивні результати на міжнародних змаганнях

### Виступи на Олімпіадах
| Змагання                    | Збірна   | Вагова категорія          | Місце              |
| --------------------------- | -------- | ------------------------- | ------------------ |
| Літні Олімпійські ігри 1988 | Угорщина | вільна боротьба, до 82 кг | не вийшов із групи |
| Літні Олімпійські ігри 1992 | Угорщина | вільна боротьба, до 82 кг | 10                 |
| Літні Олімпійські ігри 1996 | Угорщина | вільна боротьба, до 82 кг | 14                 |

### Виступи на Чемпіонатах світу
| Змагання                        | Збірна   | Вагова категорія          | Місце |
| ------------------------------- | -------- | ------------------------- | ----- |
| Чемпіонат світу з боротьби 1987 | Угорщина | вільна боротьба, до 82 кг | 12    |
| Чемпіонат світу з боротьби 1991 | Угорщина | вільна боротьба, до 82 кг | 12    |
| Чемпіонат світу з боротьби 1993 | Угорщина | вільна боротьба, до 82 кг | 5     |
| Чемпіонат світу з боротьби 1995 | Угорщина | вільна боротьба, до 82 кг | 4     |

### Виступи на Чемпіонатах Європи
| Змагання                         | Збірна   | Вагова категорія          | Місце  |
| -------------------------------- | -------- | ------------------------- | ------ |
| Чемпіонат Європи з боротьби 1988 | Угорщина | вільна боротьба, до 82 кг | 13     |
| Чемпіонат Європи з боротьби 1989 | Угорщина | вільна боротьба, до 82 кг | 9      |
| Чемпіонат Європи з боротьби 1991 | Угорщина | вільна боротьба, до 82 кг | 5      |
| Чемпіонат Європи з боротьби 1992 | Угорщина | вільна боротьба, до 82 кг | Срібло |
| Чемпіонат Європи з боротьби 1993 | Угорщина | вільна боротьба, до 82 кг | 7      |
| Чемпіонат Європи з боротьби 1994 | Угорщина | вільна боротьба, до 82 кг | 5      |
| Чемпіонат Європи з боротьби 1995 | Угорщина | вільна боротьба, до 82 кг | 6      |
| Чемпіонат Європи з боротьби 1996 | Угорщина | вільна боротьба, до 82 кг | Срібло |

### Виступи на інших змаганнях
| Змагання                           | Збірна   | Вагова категорія          | Місце  |
| ---------------------------------- | -------- | ------------------------- | ------ |
| Гала гран-прі FILA 1988            | Угорщина | вільна боротьба, до 82 кг | Срібло |
| Гран-прі Німеччини з боротьби 1988 | Угорщина | вільна боротьба, до 82 кг | 4      |
| Гран-прі Німеччини з боротьби 1989 | Угорщина | вільна боротьба, до 82 кг | 7      |
| Гран-прі Німеччини з боротьби 1995 | Угорщина | вільна боротьба, до 82 кг | Бронза |